# Тегеранське дербі
Тегеранське дербі (перс. شهرآورد تهران), також відоме як Червоно-синє дербі (перс. شهرآورد سرخابی) — протистояння двох провідних футбольних клубів Тегерана (столиці Ірану): «Естеґлал» і «Персеполіса».
Це суперництво було оголошено найважливішим дербі в Азії і зайняло 22-е місце серед світових футбольних протистоянь в світі в червні 2008 року відповідно до журналу «World Soccer». Воно також вважається одним з найбільш напружених дербі в світі. Незважаючи на те, що обидві команди представляють Тегеран, матчі між ними проводилися і в інших іранських містах. Протягом одного сезону «Персеполіс» і «Естеґлал» зустрічаються мінімум два рази (в рамках чемпіонату Ірану), крім того, вони можуть зіграти між собою в рамках Кубка Ірану, невеликих турнірів і товариських матчів. Найдовша тривала переможна серія в протистоянні належить «Естеґлал» і дорівнює чотирьом матчам (з 2010 по 2012 рік, в рамках чемпіонату і Кубка Ірану).

## Історія
Перший матч між двома командами відбувся 5 квітня 1968 на стадіоні Амджад, який завершився безгольовою нічиєю. У той час «Естеґлал» був відомий як «Тадж». Обидва клуби були відносно молодими, але «Персеполіс» мав міцну базу шанувальників, через його тісному зв'язку з колись популярним клубом «Шахін». Останній був змушений припинити свою діяльність через погані відносини з Федерацією футболу Ірану. Таким чином колишнє протистояння між «Шахіном» і «Тадж» відродилося в суперництві «Персеполіса» з «Естеґлал».
Згодом протистояння загострилося, і клубні вболівальники стали набувати колективну ідентичність. До середини 1970-х років «Персеполіс» розглядався як клуб робітничого класу, в той час як «Тадж» — як клуб, близький до правлячого істеблішменту і підтримуваний вищим класом іранського суспільства. У той час фанати «Персеполіса» перевершували за чисельністю прихильників «Естеґлал».
Через напружений характеру матчів акти насильства з боку уболівальників відбувалися неодноразово. У незначних випадках вболівальники ламають стільці або викидають сміття на поле, але іноді фанати штурмують ігрове поле, спалахують бійки між гравцями і уболівальниками, знищується суспільне майно.
Починаючи з 1995 року Федерація футболу Ірану запрошує іноземних суддів для проведення матчів дербі, щоб послабити підозри уболівальників і гравців в упередженості арбітрів. Це сталося після подій 38-го дербі, коли призначений пенальті в кінцівці привів до безладів.
Стадіон Азаді прийняв у себе більшість матчів Тегеранського дербі, яке також грало на тегеранському Амджад (нинішній Шіруді) і на стадіоні Ядегарі-е Емам в Тебрізі.